# Nigéria az 1980. évi nyári olimpiai játékokon
Nigéria a szovjetunióbeli Moszkvában megrendezett 1980. évi nyári olimpiai játékok egyik részt vevő nemzete volt. Az országot az olimpián 5 sportágban 44 sportoló képviselte, akik érmet nem szereztek.

## Atlétika
Férfi
| Versenyző                                                    | Versenyszám     | Előfutam | Előfutam | Előfutam | Negyeddöntő | Negyeddöntő | Negyeddöntő | Elődöntő | Elődöntő | Elődöntő | Döntő   | Döntő    |
| Versenyző                                                    | Versenyszám     | Idő      | Hely.    | Össz.    | Idő         | Hely.       | Össz.       | Idő      | Hely.    | Össz.    | Idő     | Helyezés |
| ------------------------------------------------------------ | --------------- | -------- | -------- | -------- | ----------- | ----------- | ----------- | -------- | -------- | -------- | ------- | -------- |
| Peter Okodogbe                                               | 200 m           | 21,42    | 3.       | 18.      | 20,89       | 3.          | 6.**        | 21,03    | 6.       | 11.      | kiesett | kiesett  |
| Peter Okodogbe                                               | 100 m           | 10,39    | 2.       | 12.*     | 10,34       | 4.          | 15.*        | 10,51    | 7.       | 11.      | kiesett | kiesett  |
| Olajidie Oyeledun                                            | 100 m           | 10,59    | 4.       | 28.      | 10,73       | 8.          | 32.         | kiesett  | kiesett  | kiesett  | kiesett | kiesett  |
| Hammed Adio                                                  | 100 m           | 10,58    | 4.       | 27.      | 10,67       | 7.          | 30.         | kiesett  | kiesett  | kiesett  | kiesett | kiesett  |
| Hammed Adio                                                  | 200 m           | 21,79    | 4.       | 32.      | kiesett     | kiesett     | kiesett     | kiesett  | kiesett  | kiesett  | kiesett | kiesett  |
| Dele Udo                                                     | 400 m           | 46,48    | 1.       | 3.       | 46,18       | 4.          | 11.         | 45,88    | 5.       | 7.       | kiesett | kiesett  |
| Hope Ezeigbo                                                 | 400 m           | 47,46    | 3.       | 22.      | 46,88       | 6.          | 24.         | kiesett  | kiesett  | kiesett  | kiesett | kiesett  |
| Hammed Adio Kayode Elegbede Olajidie Oyeledun Peter Okodogbe | 4 × 400 m váltó | 39,48    | 4.*      | 7.*      |             |             |             |          |          |          | 39,12   | 7.       |
| Sunday Uti Hope Ezeigbo Felix Imadiyi Dele Udo               | 4 × 400 m váltó | 3:14,1   | 5.       | 16.      |             |             |             |          |          |          | kiesett | kiesett  |

| Versenyző       | Versenyszám | Selejtező | Selejtező | Döntő    | Döntő    |
| Versenyző       | Versenyszám | Eredmény  | Helyezés  | Eredmény | Helyezés |
| --------------- | ----------- | --------- | --------- | -------- | -------- |
| Kayode Elegbede | Távolugrás  | 782 cm    | 11.       | 749 cm   | 11.      |
| Joshua Kio      | Távolugrás  | 777 cm    | 13.       | kiesett  | kiesett  |
| Yusuf Alli      | Távolugrás  | 743 cm    | 24.       | kiesett  | kiesett  |

Női
| Versenyző                                               | Versenyszám     | Előfutam | Előfutam | Előfutam | Negyeddöntő | Negyeddöntő | Negyeddöntő | Elődöntő | Elődöntő | Elődöntő | Döntő   | Döntő    |
| Versenyző                                               | Versenyszám     | Idő      | Hely.    | Össz.    | Idő         | Hely.       | Össz.       | Idő      | Hely.    | Össz.    | Idő     | Helyezés |
| ------------------------------------------------------- | --------------- | -------- | -------- | -------- | ----------- | ----------- | ----------- | -------- | -------- | -------- | ------- | -------- |
| Oguzoeme Nsenu                                          | 100 m           | 11,72    | 5.       | 21.*     | 11,55       | 6.          | 17.         | kiesett  | kiesett  | kiesett  | kiesett | kiesett  |
| Rufina Uba                                              | 100 m           | 11,75    | 5.       | 23.      | 11,60       | 6.          | 20.         | kiesett  | kiesett  | kiesett  | kiesett | kiesett  |
| Rufina Uba                                              | 200 m           | 23,36    | 3.       | 8.*      | 23,55       | 6.          | 17.         | kiesett  | kiesett  | kiesett  | kiesett | kiesett  |
| Mary Akinyemi                                           | 400 m           | 52,64    | 4.       | 19.      | kiesett     | kiesett     | kiesett     | kiesett  | kiesett  | kiesett  | kiesett | kiesett  |
| Gloria Ayanlaja                                         | 400 m           | 53,55    | 6.       | 30.      | kiesett     | kiesett     | kiesett     | kiesett  | kiesett  | kiesett  | kiesett | kiesett  |
| Kehinde Vaughan                                         | 400 m           | 53,54    | 7.       | 29.      | kiesett     | kiesett     | kiesett     | kiesett  | kiesett  | kiesett  | kiesett | kiesett  |
| Gloria Ayanlaja Kehinde Vaughan Asele Woy Mary Akinyemi | 4 × 400 m váltó | 3:36,0   | 6.       | 10.      |             |             |             |          |          |          | kiesett | kiesett  |

* - egy másik versenyzővel azonos eredményt ért el

** - két másik versenyzővel azonos eredményt ért el

## Birkózás
Szabadfogású
| Versenyző        | Versenyszám | 1. forduló                             | 2. forduló                            | 3. forduló        | 4. forduló        | 5. forduló        | Döntő             | Helyezés    |
| Versenyző        | Versenyszám | Ellenfél Eredmény                      | Ellenfél Eredmény                     | Ellenfél Eredmény | Ellenfél Eredmény | Ellenfél Eredmény | Ellenfél Eredmény | Helyezés    |
| ---------------- | ----------- | -------------------------------------- | ------------------------------------- | ----------------- | ----------------- | ----------------- | ----------------- | ----------- |
| Augustine Atasie | 62 kg       | Magomedgaszan Abusev (URS) · kétvállas | Ölziibayaryn Nasanjargal (MGL) · 1–16 | kiesett           | kiesett           | kiesett           | kiesett           | helyezetlen |

## Labdarúgás

### Férfi
| Nigériai labdarúgócsapat-játékoskeret | Nigériai labdarúgócsapat-játékoskeret                                                                                         |
| --- | --- |
| - Adokie Amiesimaka - Aloysius Atuegbu - Best Ogedegbe - David Adiele - Emmanuel Osuigwe - Felix Owolabi - Tunde Bamidele - Henry Nwosu - Kadiri Ikhana | - Okey Isima - John Orlando - Leotis Boateng - Muda Lawal - Moses Effiong - Segun Odegbami - Sheifu Mohamed - Sylvanus Okpala |

#### Eredmények
Csoportkör
B csoport
| Csapat        | M | Gy | D | V | G+ | G– | Gk | P |
| ------------- | - | -- | - | - | -- | -- | -- | - |
| Csehszlovákia | 3 | 1  | 2 | 0 | 4  | 1  | +3 | 4 |
| Kuvait        | 3 | 1  | 2 | 0 | 4  | 2  | +2 | 4 |
| Kolumbia      | 3 | 1  | 1 | 1 | 2  | 4  | –2 | 3 |
| Nigéria       | 3 | 0  | 1 | 2 | 2  | 5  | –3 | 1 |

| 1980. július 21. 12:00 |

| Kuvait (KUW)                      | 3–1               | Nigéria             |
| --------------------------------- | ----------------- | ------------------- |
| Al Dakheel 16' 40' 85' (11-esből) | (2–1) Jegyzőkönyv | Mubarak 25' (öngól) |

| Dinamo Stadium, Moszkva Játékvezető: Klaus Scheurell (kelet-német) |

| 1980. július 23. 12:00 |

| Csehszlovákia (TCH) | 1–1               | Nigéria   |
| ------------------- | ----------------- | --------- |
| Vízek 25'           | (1–0) Jegyzőkönyv | Nwosu 84' |

| Kirov Stadion, Leningrád Játékvezető: Enrique Labo Revoredo (perui) |

| 1980. július 25. 12:00 |

| Kolumbia (COL) | 1–0               | Nigéria |
| -------------- | ----------------- | ------- |
| Cardona 55'    | (0–0) Jegyzőkönyv |         |

| Dinamo Stadium, Moszkva Játékvezető: Salim Naji Al-Hachami (iraki) |

| Csapat        | Helyezés |
| ------------- | -------- |
| Nigéria (NGR) | 13.      |

## Ökölvívás
| Versenyző         | Versenyszám   | Selejtező         | 32-es főtábla                  | Nyolcaddöntő                 | Negyeddöntő       | Elődöntő          | Döntő             | Helyezés |
| Versenyző         | Versenyszám   | Ellenfél Eredmény | Ellenfél Eredmény              | Ellenfél Eredmény            | Ellenfél Eredmény | Ellenfél Eredmény | Ellenfél Eredmény | Helyezés |
| ----------------- | ------------- | ----------------- | ------------------------------ | ---------------------------- | ----------------- | ----------------- | ----------------- | -------- |
| Nureni Gbadamosi  | Harmatsúly    | erőnyerő          | Michael Anthony (GUY) · 0:5    | kiesett                      | kiesett           | kiesett           | kiesett           | 17.      |
| William Azanor    | Pehelysúly    | erőnyerő          | Cacso Andrejkovszki (BUL) · KO | kiesett                      | kiesett           | kiesett           | kiesett           | 17.      |
| Christopher Ossai | Könnyűsúly    |                   | Richard Nowakowski (GDR) · 0:5 | kiesett                      | kiesett           | kiesett           | kiesett           | 17.      |
| Ayodele Peters    | Kisváltósúly  |                   | Farouk Chanchoun (IRQ) · 0:5   | kiesett                      | kiesett           | kiesett           | kiesett           | 17.      |
| Roland Omoruyi    | Váltósúly     |                   | Kalevi Marjamaa (FIN) · 0:5    | kiesett                      | kiesett           | kiesett           | kiesett           | 17.      |
| Adeoye Adetunji   | Nagyváltósúly |                   | erőnyerő                       | Detlef Kästner (GDR) · KO    | kiesett           | kiesett           | kiesett           | 9.       |
| John Martins      | Középsúly     |                   | erőnyerő                       | Peter Odhiambo (UGA) · KO    | kiesett           | kiesett           | kiesett           | 9.       |
| Solomon Ataga     | Nehézsúly     |                   | erőnyerő                       | Teófilo Stevenson (CUB) · KO | kiesett           | kiesett           | kiesett           | 9.       |

## Súlyemelés
| Versenyző      | Versenyszám | Szakítás | Szakítás | Lökés    | Lökés    | Összesen | Helyezés |
| Versenyző      | Versenyszám | Eredmény | Helyezés | Eredmény | Helyezés | Összesen | Helyezés |
| -------------- | ----------- | -------- | -------- | -------- | -------- | -------- | -------- |
| Sydney Ikebaku | 60 kg       | 97,5     | 15.      | 125,0    | 14.      | 222,5    | 14.      |
| Sampson Cosmas | 75 kg       | 115,0    | 15.      | 140,0    | 14.      | 255,0    | 14.      |